# 66e British Academy Film Awards
De 66e British Academy Film Awards of BAFTA Awards werden uitgereikt op 10 februari 2013 voor de films uit 2012. De uitreiking vond plaats in het Royal Opera House in de Londense wijk Covent Garden met Stephen Fry als gastheer. Op 9 januari werden de nominaties bekendgemaakt.

## Winnaars en genomineerden

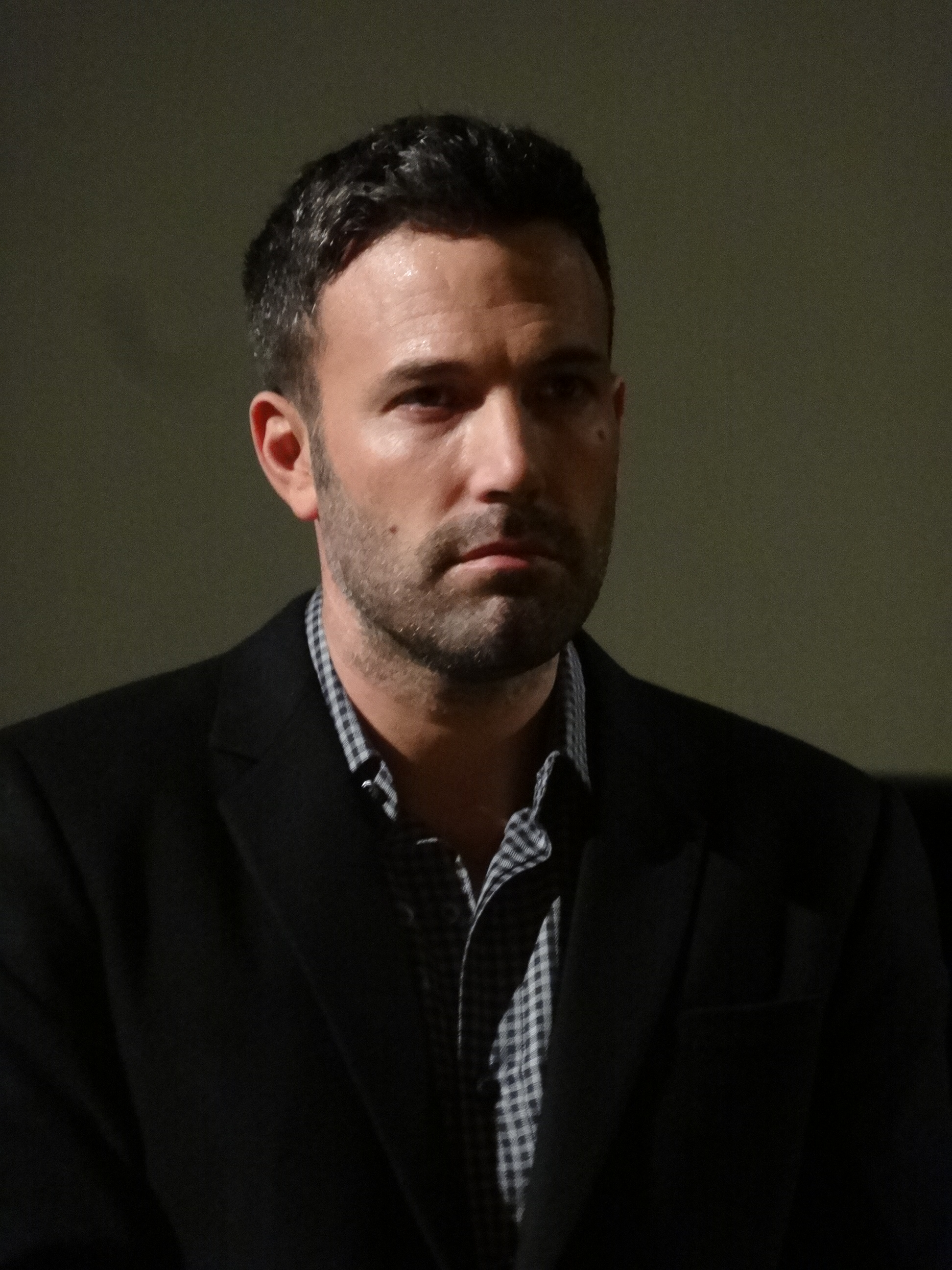
Ben Affleck, winnaar beste regisseur

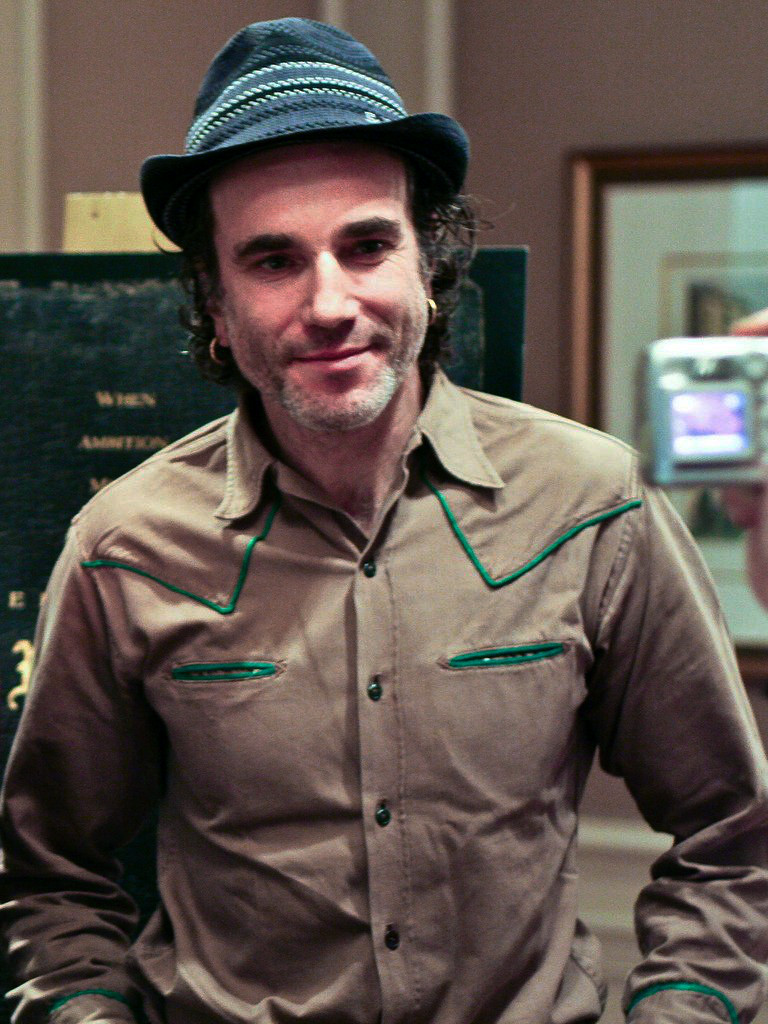
Daniel Day-Lewis, winnaar beste acteur

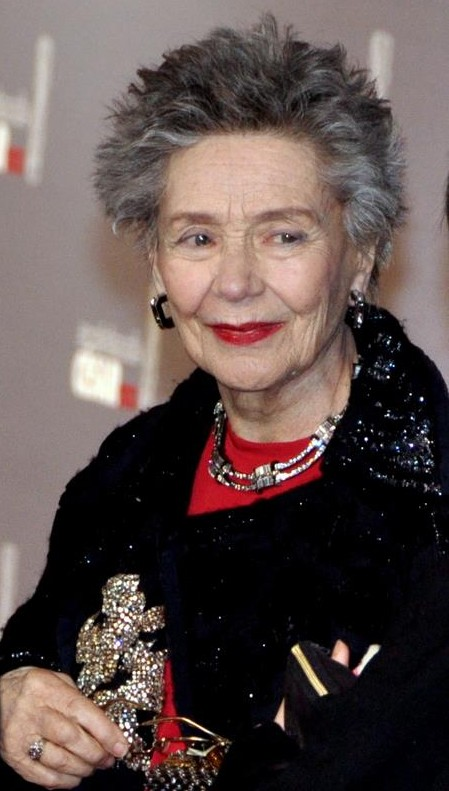
Emmanuelle Riva, winnaar beste actrice

### Beste film
Argo
- Les Misérables
- Life of Pi
- Lincoln
- Zero Dark Thirty

### Beste regisseur
Ben Affleck – Argo
- Kathryn Bigelow – Zero Dark Thirty
- Michael Haneke – Amour
- Ang Lee – Life of Pi
- Quentin Tarantino – Django Unchained

### Beste acteur
Daniel Day-Lewis – Lincoln
- Ben Affleck – Argo
- Bradley Cooper – Silver Linings Playbook
- Hugh Jackman – Les Misérables
- Joaquin Phoenix – The Master

### Beste actrice
Emmanuelle Riva – Amour
- Jessica Chastain – Zero Dark Thirty
- Marion Cotillard – De rouille et d'os
- Jennifer Lawrence – Silver Linings Playbook
- Helen Mirren – Hitchcock

### Beste mannelijke bijrol
Christoph Waltz – Django Unchained
- Alan Arkin – Argo
- Javier Bardem – Skyfall
- Philip Seymour Hoffman – The Master
- Tommy Lee Jones – Lincoln

### Beste vrouwelijke bijrol
Anne Hathaway – Les Misérables
- Amy Adams – The Master
- Judi Dench – Skyfall
- Sally Field – Lincoln
- Helen Hunt – The Sessions

### Beste animatiefilm
Brave
- Frankenweenie
- ParaNorman

### Beste cinematografie
Life of Pi
- Anna Karenina
- Les Misérables
- Lincoln
- Skyfall

### Beste kostuums
Anna Karenina
- Great Expectations
- Les Misérables
- Lincoln
- Snow White and the Huntsman

### Beste montage
Argo
- Django Unchained
- Life of Pi
- Skyfall
- Zero Dark Thirty

### Beste Britse film
Skyfall
- Anna Karenina
- The Best Exotic Marigold Hotel
- Les Misérables
- Seven Psychopaths

### Beste niet-Engelstalige film
Amour
- Hodejegerne
- Jagten
- De rouille et d'os
- Intouchables

### Beste documentaire
Searching for Sugar Man
- The Imposter
- Marley
- McCullin
- West of Memphis

### Beste grime en haarstijl
Les Misérables
- Anna Karenina
- Hitchcock
- The Hobbit: An Unexpected Journey
- Lincoln

### Beste muziek
Skyfall
- Anna Karenina
- Argo
- Life of Pi
- Lincoln

### Beste productieontwerp
Les Misérables
- Anna Karenina
- Life of Pi
- Lincoln
- Skyfall

### Beste bewerkte scenario
Silver Linings Playbook – David O. Russell
- Argo – Chris Terrio
- Beasts of the Southern Wild – Lucy Alibar, Benh Zeitlin
- Life of Pi – David Magee
- Lincoln – Tony Kushner

### Beste originele scenario
Django Unchained – Quentin Tarantino
- Amour – Michael Haneke
- The Master – Paul Thomas Anderson
- Moonrise Kingdom – Wes Anderson, Roman Coppola
- Zero Dark Thirty – Mark Boal

### Beste geluid
Les Misérables
- Django Unchained
- The Hobbit: An Unexpected Journey
- Life of Pi
- Skyfall

### Beste visuele effecten
Life of Pi
- The Avengers
- The Dark Knight Rises
- The Hobbit: An Unexpected Journey
- Prometheus

### Beste korte animatiefilm
The Making of Longbird
- Here to Fall
- I'm Fine Thanks

### Beste korte film
Swimmer
- The Curse
- Good Night
- Tumult
- The Voorman Problem

### Beste uitzonderlijk debuut van een Britse regisseur, schrijver of producer
Bart Layton (regie) en Dmitri Doganis (producer) – The Imposter
- James Bobin (regie) – The Muppets
- Dexter Fletcher (regie/scenario) en Danny King (scenario) – Wild Bill
- Tina Gharavi (regie/scenario) – I Am Nasrine
- David Morris (regie) en Jaqui Morris (regie/producer) – McCullin

### EE Rising Star Award(publieksprijs)
Juno Temple
- Elizabeth Olsen
- Andrea Riseborough
- Suraj Sharma
- Alicia Vikander

### Academy Fellowship Award
- Michael Palin
- Alan Parker

### Opmerkelijke Britse bijdrage aan de filmwereld
- Tessa Ross

## Meerdere prijzen of nominaties
Films die meerdere prijzen hebben gewonnen:
- 4 Les Misérables
- 3 Argo
- 2 Amour, Django Unchained, Life of Pi en Skyfall

Films die meerdere nominaties hadden:
- 10 Lincoln
- 9 Les Misérables en Life of Pi
- 8 Skyfall
- 7 Argo
- 6 Anna Karenina
- 5 Django Unchained en Zero Dark Thirty
- 4 Amour en The Master
- 3 The Hobbit: An Unexpected Journey en Silver Linings Playbook
- 2 Hitchcock, De rouille et d'os en The Imposter